# Pteropus lombocensis
Pteropus lombocensis is een zoogdier uit de familie van de vleerhonden (Pteropodidae). De wetenschappelijke naam van de soort werd voor het eerst geldig gepubliceerd door Dobson in 1878.

## Voorkomen
De soort komt voor in Indonesië en Oost-Timor.
Pteropus admiralitatum · Pteropus aldabrensis · Pteropus alecto · Pteropus anetianus · Pteropus aruensis · Pteropus brunneus · Pteropus caniceps · Halstervleerhond (Pteropus capistratus) · Pteropus chrysoproctus · Pteropus cognatus · Pteropus conspicillatus · Pteropus dasymallus · Pteropus faunulus · Pteropus fundatus · Vliegende vos (Pteropus giganteus) · Pteropus gilliardorum · Pteropus griseus · Pteropus howensis · Pteropus hypomelanus · Chuukvleerhond (Pteropus insularis) · Pteropus intermedius · Pteropus keyensis · Comorenvleerhond (Pteropus livingstonii) · Pteropus lombocensis · Pteropus loochoensis · Lyles vleerhond (Pteropus lylei) · Pteropus macrotis · Pteropus mahaganus · Pteropus mariannus · Pteropus melanopogon · Pteropus melanotus · Pohnpeivleerhond (Pteropus molossinus) · Pteropus neohibernicus · Zwarte vleerhond (Pteropus niger) · Pteropus nitendiensis · Pteropus ocularis · Pteropus ornatus · Pteropus pelewensis · Pteropus personatus · Pteropus pilosus · Pteropus pohlei · Grijskopvleerhond (Pteropus poliocephalus) · Boninvleerhond (Pteropus pselaphon) · Pteropus pumilus · Pteropus rayneri · Pteropus rennelli · Rodriguesvleerhond (Pteropus rodricensis) · Rode vleerhond (Pteropus rufus) · Pteropus samoensis · Pteropus scapulatus · Pteropus seychellensis · Pteropus speciosus · Pteropus subniger · Pteropus temminckii · Pteropus tokudae · Tongavleerhond (Pteropus tonganus) · Pteropus tuberculatus · Pteropus ualanus · Kalong (Pteropus vampyrus) · Pteropus vetulus · Pembavleerhond (Pteropus voeltzkowi) · Pteropus woodfordi · Pteropus yapensis